# Jef Lettens
Jef Lettens (Hasselt, 12 augustus 1990) is een Belgisch handballer bij het Franse Fenix Toulouse. 

## Levensloop
Lettens begon zijn handbalcarrière bij Initia Hasselt, met deze club werd hij driemaal landskampioen (2011, 2013 en 2014) en won hij tevens driemaal de Beker van België (2010, 2012 en 2014).
In 2015 maakte de doelman de overstap naar Saran USM in de Franse 2e divisie, waarmee hij dat seizoen de titel pakte. Tevens werd hij dat seizoen uitgeroepen tot beste speler van de Franse 2e divisie. Van 2016 tot 2019 was hij actief bij Cesson Rennes. Vervolgens kwam hij uit voor Fenix Toulouse, waarmee hij onder meer aantrad in de EHF European League.
Daarnaast maakt hij deel uit van de Rode Wolven, het Belgisch nationaal handbalteam.